# Сабадель (аэропорт)
Всего в 10 км от Барселоны находится аэропорт города Сабадель, который занимает лидирующее положение в авиации общего назначения Испании.
На этом аэродроме Каталонии базируется более 200 воздушных судов, осуществляющих более 100 тыс. операций в год, здесь работает более 400 человек, тут же проводятся семинары, практикумы и многие мероприятия AENA. Аэропорт имеет более 1000 партнёров в год, а общее число налётов пилотов здесь превышает значение 10 000 в год.
Именно здесь находится старейший аэроклуб Испании (исп. Aeroclub Barcelona-Sabadell), созданный по инициативе любителей воздухоплавания еще в 1910 году. Первый аэродром был построен в Сабаделе в 1925—1927 годах на земле известной как Can N’oriac.
Интересно, что именно в аэропорту Сабадель в 1931 году муниципальный совет и организация морской аэронавтики (Aeronбutica Naval) провели на нём первый авиационный фестиваль Испании.

## История аэропорта Sabadell

### 1. Аэропорт во время Гражданской войны и диктатуры Франко в Испании

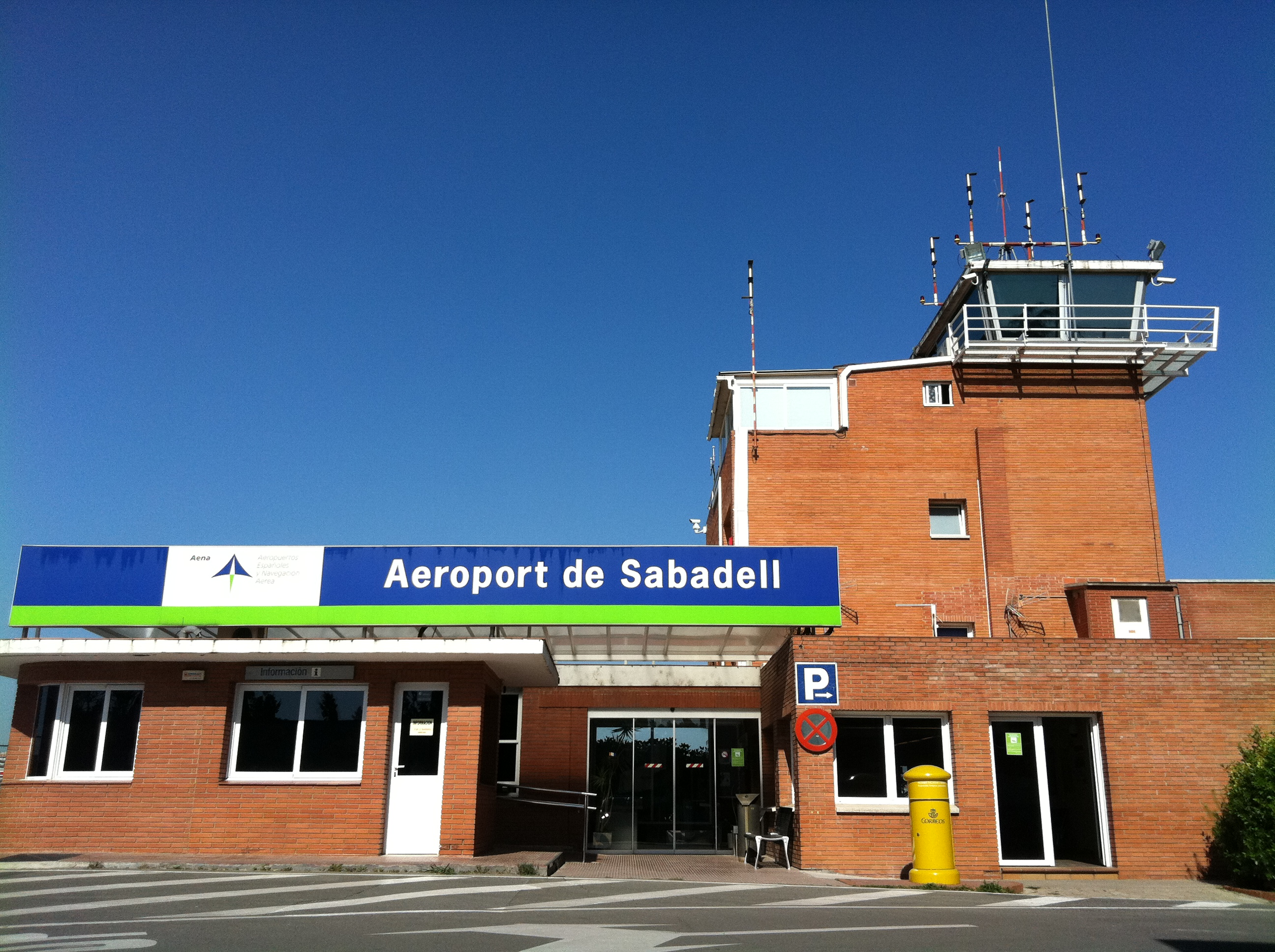
Аэропорт Сабадель

В 1931—1932 годах по инициативе властей города и поддержке Военного министерства страны территория аэропорта Сабадель была расширена за счет расчистки новой местности. Уже в 1933 году здесь прошел фестиваль аэронавтики, а в 1934 году аэродром Сабаделя был торжественно введен в эксплуатацию для использования судами малой военной и гражданской авиации.
В период Гражданской войны в Испании аэродром Sabadell, благодаря своей стратегической позиции, стал одной из главных воздушных баз Военно-воздушных сил страны в этом районе.
С началом гражданской войны в Испании в 1936 году, аэродром приобрел актуальность из-за своей стратегической позиции, поэтому Военно-Воздушные Силы Испанской Республики (FARE) сделали его одной тогда из своих главных воздушных баз в этом районе. После того, как были построены Ангары и мастерские, тут стали производить истребители. Для охраны аэродрома была проведена электролиния высокого напряжения.
В середине 1938 года Академия профессиональной авиаподготовки аэропорта Мурсии в силу опасной ситуации была переведена в аэропорт Сабадель.

### 2. Аэропорт Сабадель в послевоенное время
В послевоенные годы развитие аэропорта снова замедлилось. Новый импульс развитию дали любители авиации, которые в 1948 г. создали Аэроклуб, объединивший мастеров Барселоны и города Сабадель. Клуб получил имя Aeroclub Barcelona-Sabadell.

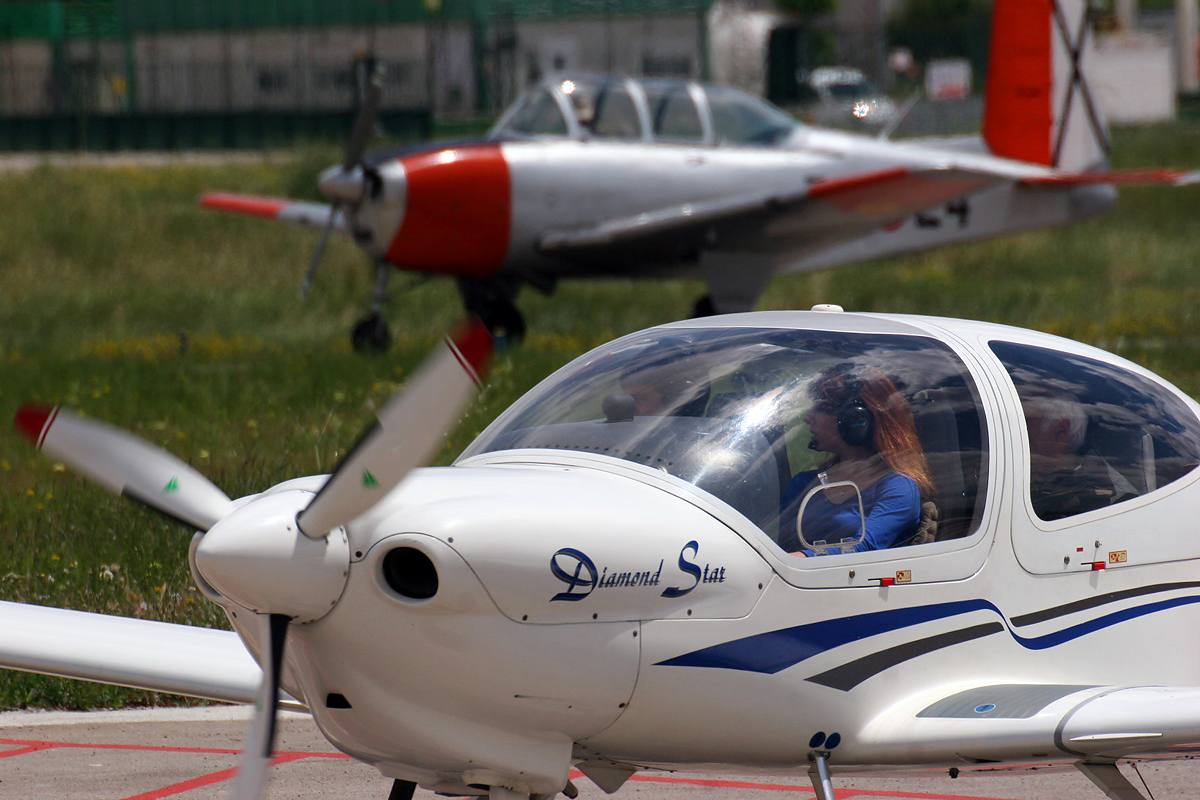
Аэропорт Сабадель

Уже 19 и 20 марта 1949 года на аэродроме Сабадель прошел Международный воздушный фестиваль, в котором приняло участие 46 самолетов и более 150 пилотов. Он имел большой успех у публики. Всего было проведено 902 часа налетов. В декабре 1949 года пилоты снова устроили несколько дневных показов на более серьезном уровне. И уже 1 марта 1951 года аэродром был официально передан в Министерство Авиации Испании и получил финансирование.
К 1954 году аэропорт Сабаль уже имел 76 га аэродрома для развития авиаклуба. Аэродром стал активно использоваться военно-воздушными силами Испании и стал их базой. Кроме двух ангаров и ремонтной мастерской, здесь были построены магазины, топливные хранилища, помещения для офицеров и солдат.
В связи с ведением новых авиационных правил в 1963 году, произошел спад в деятельности аэродрома. И только после того, как в 1965 году Сабадель покинули военные авиаторы, а в 1970 году изменились авиационные правила, аэродром под Барселоной стал снова развиваться.
Уже в 1970 году была открыта новая взлетно-посадочная полоса 900 метров в длину и 20 в ширину, позволившая принимать современные самолеты. С целью соблюдения мер безопасности в 1972 году территория аэропорта была ограждена. В этот период здесь осуществлялось более 500 полетов, 70 % которых приходилось на аэроклуб. Использовался аэропорт и медицинской и пожарной авиацией.
В 1977 году в Сабаделе открыли диспетчерскую, а летом 1978 года взлетно-посадочные полосы были расширены и заасфальтированы.
В 1979 года Министерство транспорта и связи Испании разрешило осуществлять с аэродрома Сабадель полеты пассажиров на легких самолетах в условиях визуального полета. В это же время началось строительство нового терминала аэропорта, быстро начало увеличиваться количество проведенных трафиков. Тогда же началось строительство нового терминала, который в 1984 г. был сдан, расширив посадочные площади аэропорта на 2000 м2.

### Аэропорт Sabadell сегодня — это главный тренировочный и образовательный центр воздушных сил Испании, а также место экскурсий

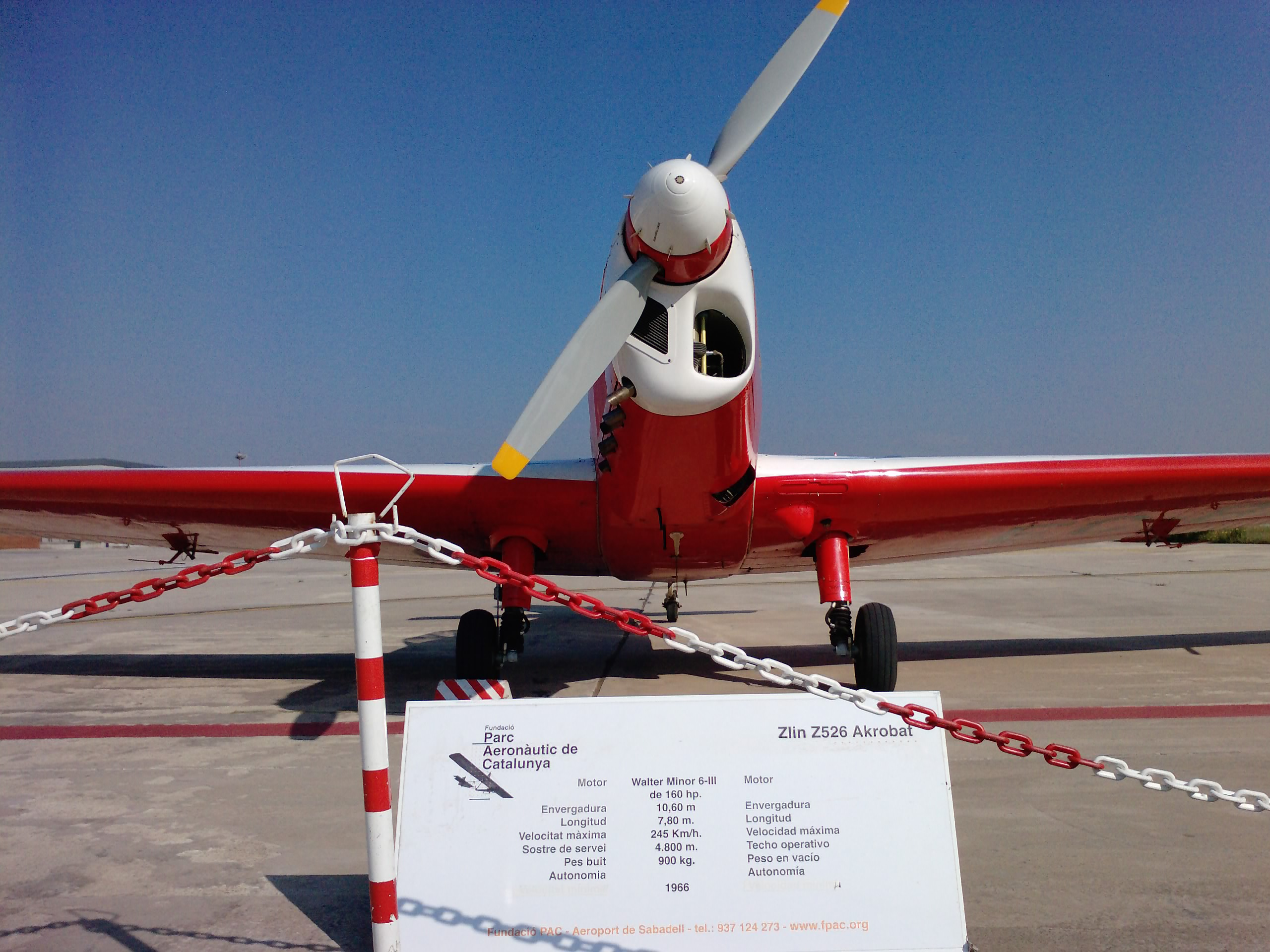
Аэропорт Сабадель

Сегодня основная деятельность аэропорта Sabadell заключается в проведение обучения и тренировок для пилотов самолетов и вертолетов. На это приходится до на 70 % работы заведения.
Кроме того, аэропорт осуществляет частные полеты, рекламные рейсы, услуги по фотографированию с воздуха и услуги в качестве воздушных такси. Это еще 30 % услуг учреждения.
На территории аэропорта функционирует школа пилотов, а также две школы, которые готовят бортпроводников.
Реконструированный по Генеральному плану, Sabadell за последние несколько лет превратился в современный, оборудованный всем необходимым для авиации общего назначения аэропорт.
В 2014 году на аэродроме Сабадель зарегистрировано 27.069 полетов воздушных судов.

## Услуги аэропорта Сабадель

### Зона Wi-Fi
- Беспроводной доступ в Интернет в аэропорту. Wifi предоставляется бесплатно и на неограниченное время.
- Экскурсии для групп
- Курсы пилотов, курсы стюардесс